# 笔架山 (深圳)

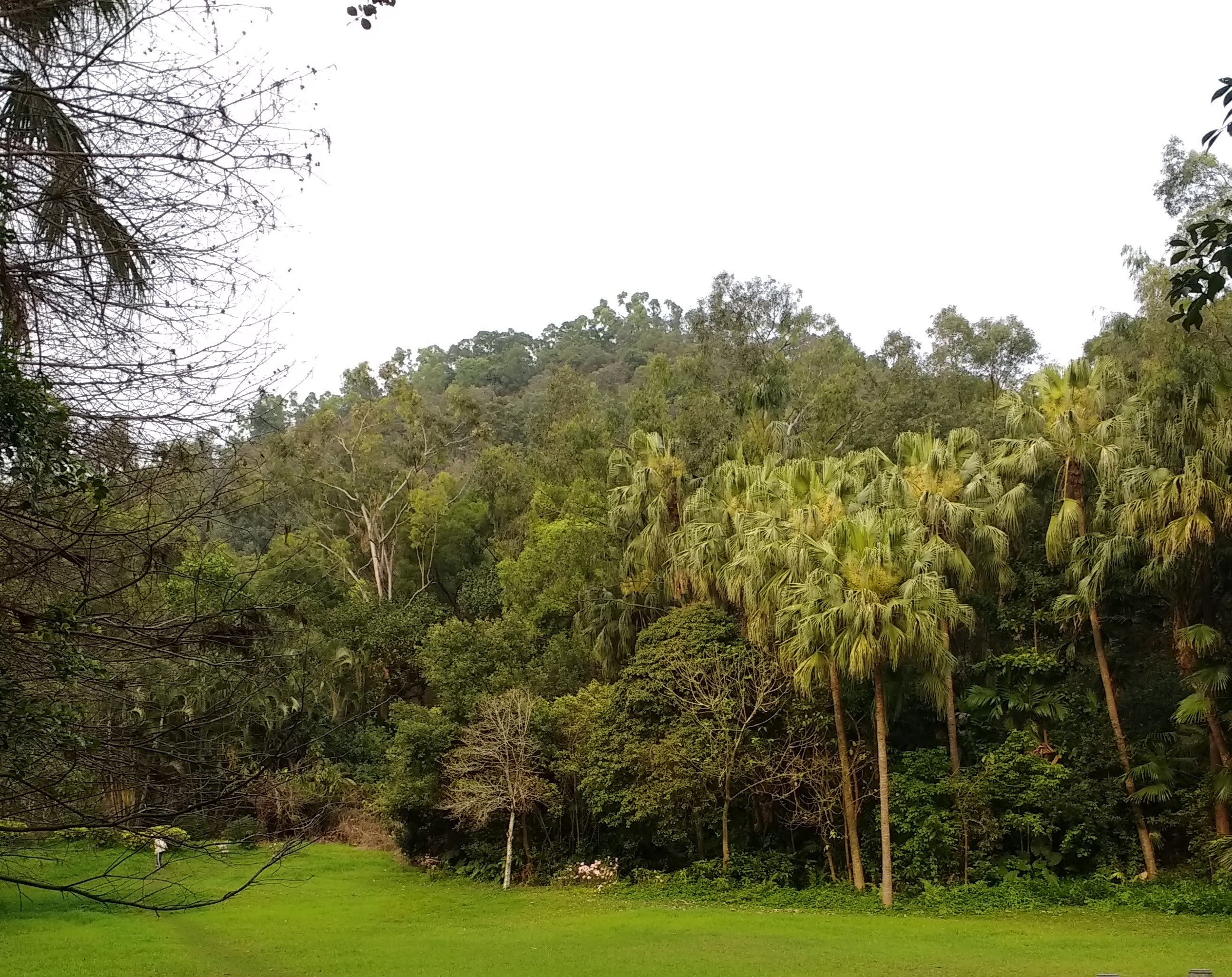
笔架山

笔架山位于廣東省深圳市福田区，在深圳市中心区北侧，其东南西北四周分别是泥岗西路、笋岗西路、皇岗北路和北环大道。
笔架山是十餘座小山峰的丘陵起伏地，三座主峰呈东西向排列，形似笔架，因而得名。主峰海拔178米。在笔架山主峰，可以眺望深圳市区，深圳湾、蛇口工业区及香港的上水、元朗等地。笔架山上有超过400种的植物以及多种鸟类、蝴蝶、昆虫、蛇等。笔架山上有自然林木品种20种以上，自然林下植物也超过20种，自然草本层植物6种；人工林木20余种，人工种植乔灌木5万多株。
目前深圳市政府已将笔架山辟为公园，称笔架山公园。